# Schweizer Badmintonmeisterschaft 1989
Die Schweizer Badmintonmeisterschaft 1989 fand bereits vom 7. bis zum 8. Dezember 1988 in Malley statt. Es war die 35. Auflage der nationalen Titelkämpfe im Badminton in der Schweiz.

## Finalergebnisse
| Disziplin    | Sieger                           | Finalist                           | Ergebnis         |
| ------------ | -------------------------------- | ---------------------------------- | ---------------- |
| Herreneinzel | Thomas Althaus                   | Pascal Kaul                        | 15-12, 15-6      |
| Dameneinzel  | Bettina Villars                  | Nicole Zahno                       | 8-11, 11-7, 11-7 |
| Herrendoppel | Yvan Philip Stephan Dietrich     | Christian Nyffenegger Mauro Bonani | 15-4, 15-9       |
| Damendoppel  | Maja Baumgartner Bettina Gfeller | Ursula Nyffenegger Jackie Fischer  | 15-10, 15-3      |
| Mixed        | Thomas Althaus Bettina Villars   | Stephan Dietrich Nicole Zahno      | 15-5, 8-15, 15-9 |